# 輔 (星官)
辅是中国古代星官名，属三垣之中的紫微垣，意为“辅助北斗的大臣”，辅只有一颗星，在现在通用的88星座中属于大熊座。

## 辅一星
辅和开阳构成光学双星。能否分辨这两颗星曾经作为视力测试的标准。
| 中國星名 | 現代星名 | 所屬星座 | 備註 |
| -------- | -------- | -------- | ---- |
| 輔       | 80 UMa   | 大熊座   |      |

## 辅增三星
清钦天监1752年编成《仪象考成》星表，辅增加了3颗肉眼可见的星。
| 中國星名 | 現代星名 | 所屬星座 | 備註 |
| -------- | -------- | -------- | ---- |
| 輔增一   | 83 UMa   | 大熊座   |      |
| 輔增二   | 84 UMa   | 大熊座   |      |
| 輔增三   | 86 UMa   | 大熊座   |      |

## 大眾文化中的輔星
《北斗神拳》：稱之為死兆星，看到的人會在一年內死去。
《聖鬥士星矢》：北歐仙宮篇的輔星巴德，與其攣生兄弟開陽星席德同為神鬥士。